# Delio Amado León
Delio Amado León (Turmero, Aragua, Venezuela, 13 de septiembre de 1932-Caracas, 30 de noviembre de 1996) fue un destacado narrador deportivo venezolano
Destacaba principalmente como narrador de béisbol, aun cuando también describía otros deportes como el boxeo y en menor medida el baloncesto.

## Su carrera
Inicia su carrera como pupilo del desaparecido narrador deportivo Francisco José Cróquer (más conocido como "Pancho Pepe Cróquer") en los años 50. Se hace cargo de los micrófonos al desaparecer este físicamente en un lamentable accidente en una carrera de autos en Barranquilla, Colombia.
Perteneció desde sus inicios hasta el año 1995 al circuito radial de los Leones del Caracas, pasando posteriormente al de los Tiburones de La Guaira hasta su fallecimiento.
En televisión, formaba parte del personal de narradores y comentaristas deportivos de Venevisión.
Cabe destacar que fue uno de los editores de la revista Sport Gráfico, precursora del diario Meridiano, fundado por Carlos Rafael ("Carlitos") González. Con este último formó una asociación llamada "Gondel".
Delio Amado fue un privilegiado del micrófono, excelente narrador boxístico como de béisbol, amén de ser también un gran presentador. En una ocasión cuando celebraba uno de sus cumpleaños le hicieron una pregunta sobre su estilo de describir el cuadrangular con su fina y potente voz, y Delio respondió: “¡La bola se va, se va, se va... Joooooooooonrón!”, dijo que lo había tomado prestado de la manera como relatan el “gol” los narradores de fútbol.

## Últimos años
Cuando pasa a formar parte del circuito de los Tiburones de La Guaira en 1995, se le diagnostica cáncer pulmonar debido principalmente a su hábito tabáquico. Aun cuando en septiembre del año siguiente notó una considerable mejoría en su estado de salud, dos meses más tarde una neumonía minaría su resistencia, dejando de existir el día 30 de noviembre de ese mismo año.
Su homenaje póstumo fue uno de los más emotivos (tan sólo superado por el de personajes como Amador Bendayán)
El 29 de octubre de 2007 fue exaltado al Salón de la fama del Béisbol Venezolano.

## Frases famosas
Una de sus frases que lo inmortalizó es la siguiente: "La bola se va, se va, ¡jooooooooooooooooooooooooonrón!"